# Casalvecchio Siculo
Casalvecchio Siculo – miejscowość i gmina we Włoszech, w regionie Sycylia, w prowincji Mesyna.

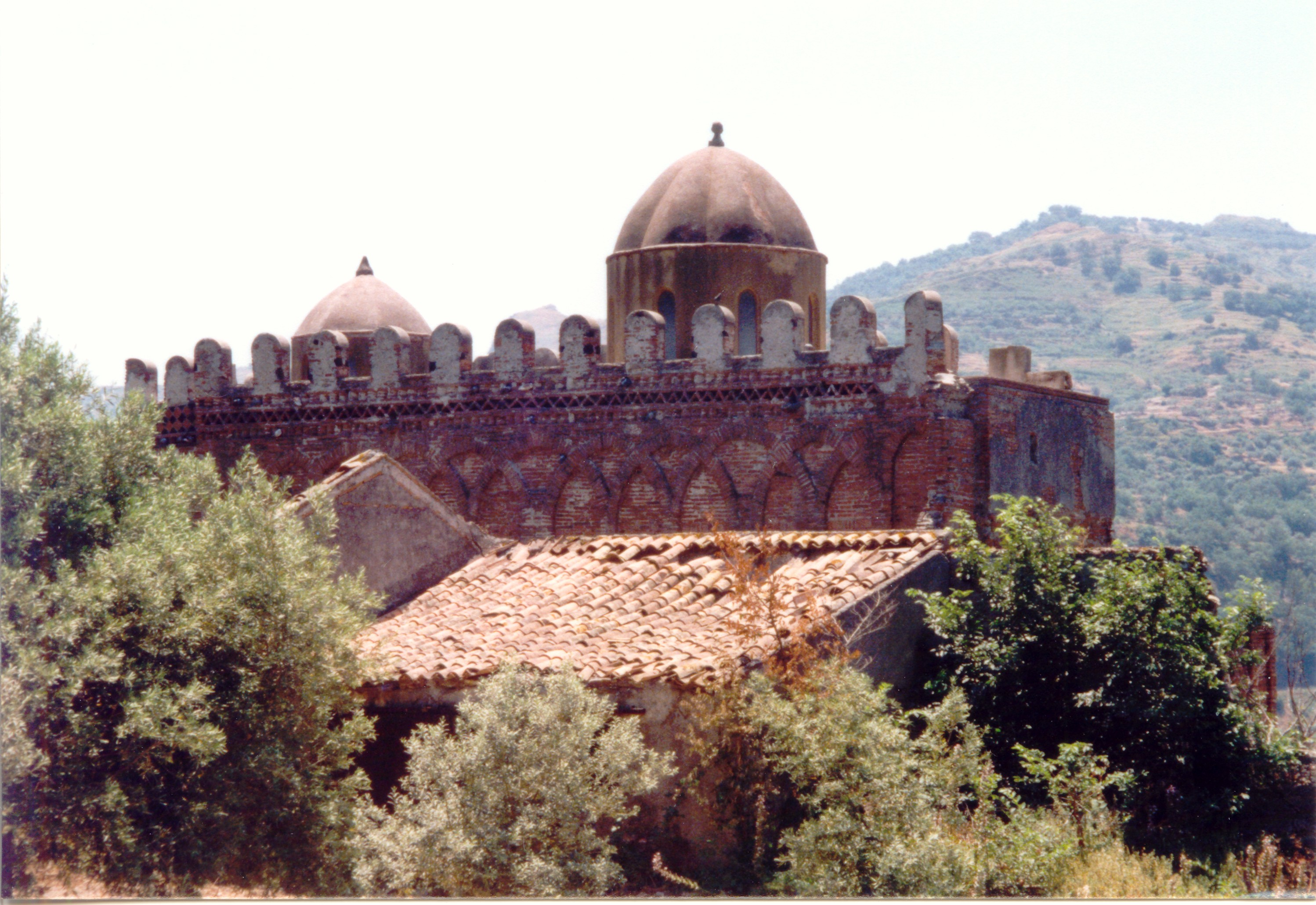
Kościół św. Piotra i Pawła

Według danych na rok 2004 gminę zamieszkiwały 1152 osoby, 34,9 os./km².